# Zlak nachový
Zlak nachový (Coryphaena hippurus), také koryféna, doráda nebo mahi-mahi, je dravá ryba vyskytující se v teplých mořích celého světa. Obvyklá velikost dospělých jedinců se pohybuje okolo jednoho metru a hmotnost mezi sedmi až třinácti kilogramy, byly však uloveny i kusy měřící dva metry a těžké téměř 40 kg. Samci bývají větší než samice, liší se od nich také výrazně vypouklým čelem. Zlak nachový má zploštělé tělo, na bocích se žlutým až oranžovým zbarvením, které na hřbetě přechází do sytě modré. Je známý tím, že dokáže měnit barvu. Hřbetní ploutev sahá od hlavy až k ocasu, mívá okolo 60 paprsků. Šupiny jsou velmi drobné. Ryba pohlavně dospívá po půl roce, dožívá se čtyř až pěti let.
Mladí zlakové se zdržují v hejnech, starší tvoří páry. Táhnou často na značné vzdálenosti. Vyskytují se v hloubce do 80 metrů, často se zdržují v porostech mořských řas Sargassum. Dokáží vyvinout rychlost přesahující 80 km/h, jejich častou kořistí jsou letounovití. Maso zlaka je na trhu velmi žádané: je bílé, šťavnaté, s nízkým obsahem tuku, není cítit rybinou. Pro svou rychlost a sílu je také oblíbenou sportovní rybou, jako tažná návnada obvykle slouží polozobánka brazilská. Na ostrově Santorini byly nalezeny fresky staré více než tři a půl tisíce let, zobrazující rybáře s úlovkem zlaků.
Zlak nachový je vyobrazen jako štítonoš ve státním znaku Barbadosu.